# Leuctra schistocerca
Leuctra schistocerca är en bäcksländeart som beskrevs av Peter Zwick 1971. Leuctra schistocerca ingår i släktet Leuctra och familjen smalbäcksländor. Inga underarter finns listade i Catalogue of Life.